# Vay
Vay – miejscowość i gmina we Francji, w regionie Kraj Loary, w departamencie Loara Atlantycka.
Według danych na rok 2010 gminę zamieszkiwało 1940 osób, a gęstość zaludnienia wynosiła 53 osoby/km².